# Antilopinis
Els antilopinis (Antilopini) són una tribu de mamífers artiodàctils de la família dels bòvids. Conté set gèneres vivents de gaseles i antílops. El registre fòssil d'aquest grup es remunta al Miocè.

## Gèneres

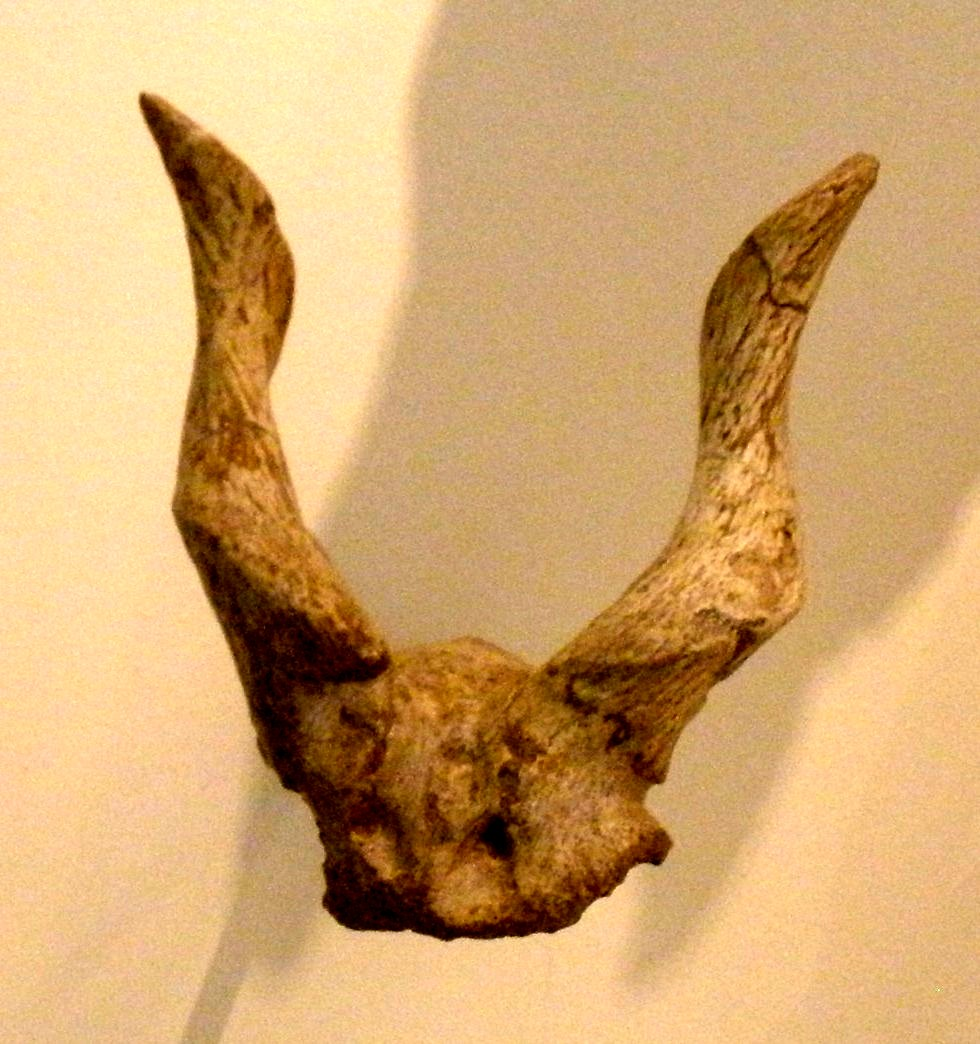
Prostrepsiceros houtumschindleri

- Ammodorcas
  - Ammodorcas clarkei
- Antidorcas
  - Antidorcas recki †
  - Antidorcas bondi †
  - Antidorcas australis †
  - Antidorcas marsupialis
- Antilope
  - Antilope subtorta †
  - Antilope cervicapra
- Antilospira †
  - Antilospira zdanskyi †
  - Antilospira licenti †
  - Antilospira gracilis †
  - Antilospira robusta †
- Dorcadoryx †
  - Dorcadoryx orientalis
  - Dorcadoryx triquetricornis
- Gazella
- Gazellospira †
  - Gazellospira gromovae
  - Gazellospira torticornis
- Hispanodorcas †
  - Hispanodorcas longdongica
  - Hispanodorcas orientalis
  - Hispanodorcas torrubiae
- Litocranius
  - Litocranius walleri
- Nisidorcas †
  - Nisidorcas planicornis †
- Ouzocerus †
  - Ouzocerus gracilis †
  - Ouzocerus pentalophosi †
- Parastrepsiceros †
  - Parastrepsiceros koufosi †
- Procapra
  - Procapra gutturosa
  - Procapra picticaudata
  - Procapra przewalskii

- Prostrepsiceros †
  - Prostrepsiceros rotundicornis †
- Protragelaphus †
  - Protragelaphus skouzesi †
  - Protragelaphus theodori †
- Qurliqnoria †
- Sinapocerus †
- Sinoreas †
- Tragospira †